# أندريه جالفاو
أندريه لويز ليت جالفاو (تلفظ برتغالي: /ɐ̃ˈdɾɛ ɡawˈvɐ̃w/؛ مواليد 29 سبتمبر 1982) هو مصارع برازيلي ومُقاتل فنون قتالية مختلطة 

## وصلات خارجية
- أندريه جالفاو على موقع شيردوغ (الإنجليزية)
- أندريه جالفاو على موقع IMDb (الإنجليزية)